# インキュナブラ
インキュナブラ（incunabula、単数形はincunabulum)は、西欧で作られた最初期の活字印刷物のことであり、15世紀（グーテンベルク聖書以降、1500年まで）に活版印刷術を用いて印刷されたものを指す（本だけではなく、一枚物（ブロードサイド broadside）も含む）。揺籃印刷本、インクナブラともいう（incunabula はラテン語でゆりかごの意味）。

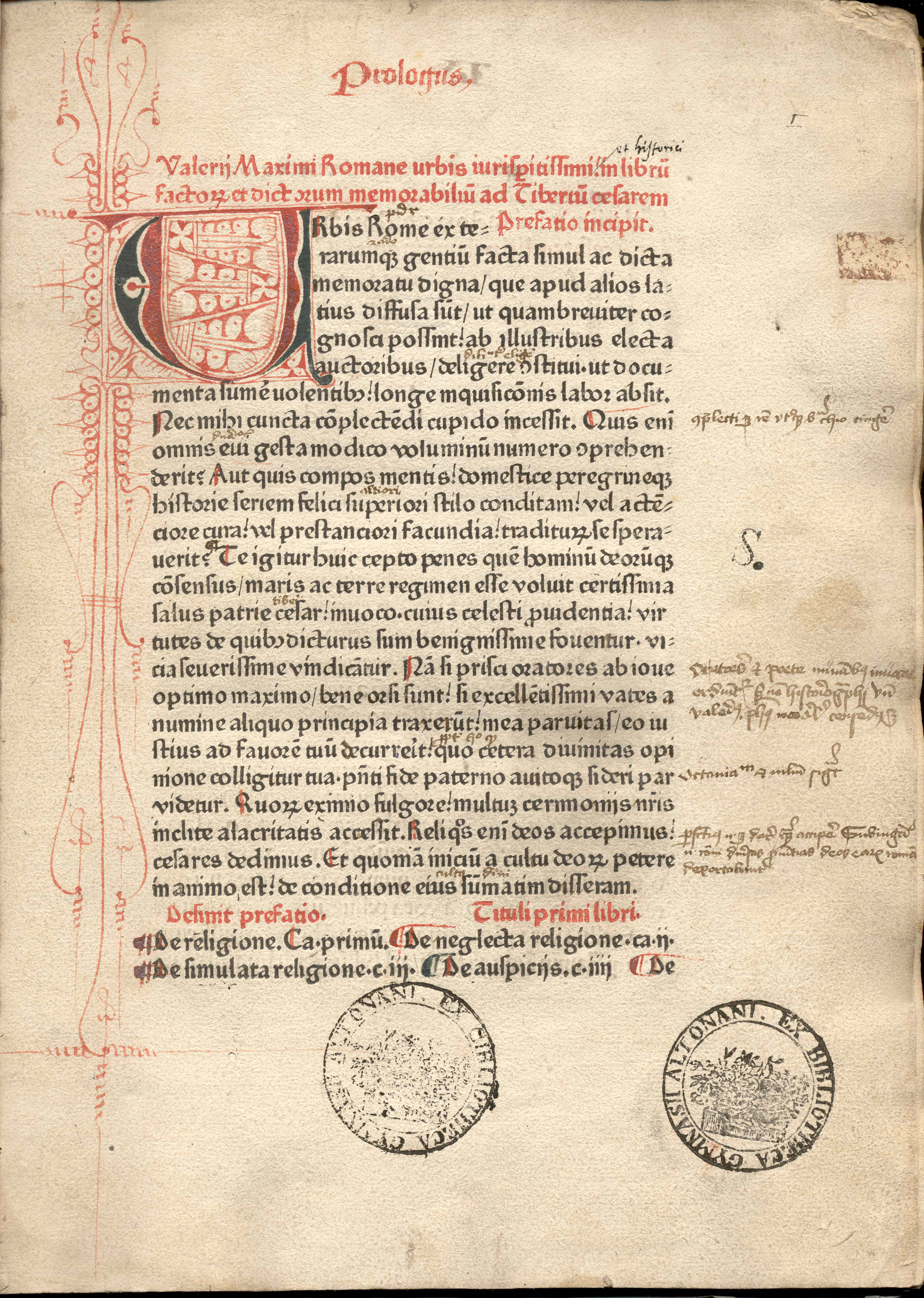
ウァレリウス・マクシムス著『Facta et dicta memorabilia』の一頁。Peter Schöffer (Mainz, 1471)による印刷で、頭文字Ｕがルブリック（赤題目）され、蔵書印 "Bibliotheca Gymnasii Altonani" (Hamburg)が押されている。

1455年にグーテンベルクによる「グーテンベルク聖書」が出版されてから、およそ半世紀の間に、ヨーロッパ各地の都市（ドイツ、フランス、イギリス、イタリア、ネーデルラントからスウェーデン、スペイン、ポルトガル、コンスタンティノープルなどまで）に活版印刷術が伝わり、約4万版が刊行されたという。キリスト教関係の本や人文主義者の著作などがある。中には装飾写本を模して手書きで彩色をほどこしたものもある。
なお、フィレンツェで最も数多く出版されたのは、15世紀末のサヴォナローラの説教であった。
インキュナブラとされる古書の3分の1は、印刷した事業者、著者、挿絵画家について名前すら書かれていないか、書かれていてもほとんど無名の者によるものであった。今日、印刷者についてはプロクター・ヘーブラー法で判定される。この方法では印刷活字の"M"をリスト化したヘーブラー表と比較することによって印刷者を判定する。また、ページ数、版画の規格などによって、その他の情報が得られることがある。
ヨーロッパの歴史ある図書館では、インキュナブラ（あるいはそれ以前の写本）の所蔵数で歴史的価値が判定され、また、古書蒐集家はインキュナブラを何冊持っているかを競うことがある。

## 参考図書
- 『書物の本』(ヘルムート・プレッサー著・轡田収訳・法政大学出版局)